# Deviationstabelle

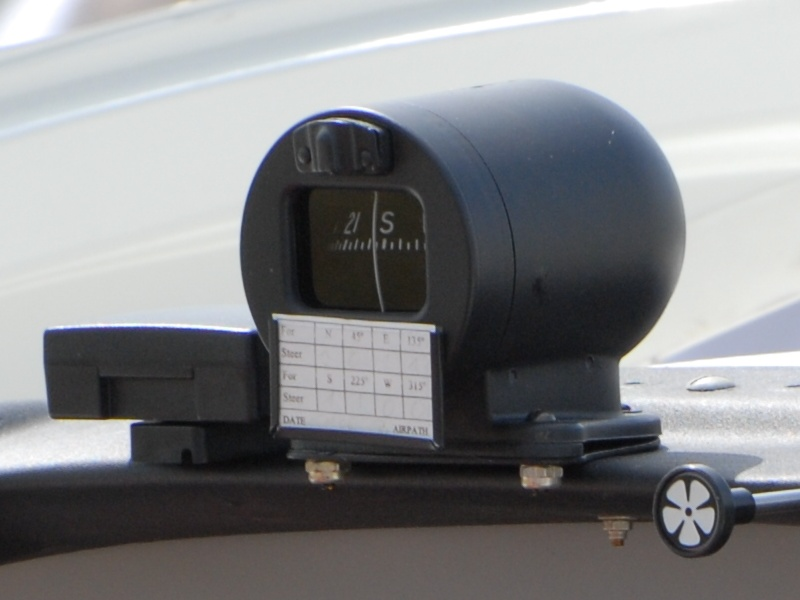
Magnetkompass im Flugzeug – mit Deviationstabelle

In eine Deviationstabelle (von lateinisch deviatio ‚Abweichung‘) oder auch Ablenkungstabelle werden für die Navigation von Schiffen oder Luftfahrzeugen Abweichungen des Magnetkompasses eingetragen, die z. B. durch Metallteile oder Elektro-Leitungen an Bord verursacht werden.
Sie dient dazu, Kursberechnungen durchführen zu können.

## Deviationstabelle erstellen
Die Erstellung einer Deviationstabelle in der See- und Luftfahrt sind prinzipiell gleich, jedoch gibt es aufgrund der Geschichte und der betrieblichen Anforderungen einige Unterschiede. Ebenso werden auch unterschiedliche Bezeichnungen verwendet.
Die Tabelle wird erstellt, indem der Magnetkompass im Schiff oder Luftfahrzeug mit einer Referenz verglichen wird. Dazu wird er in Schritten von 10 Grad bei Schiffen, oder 30 Grad bei Luftfahrzeugen, um 360 Grad gedreht und die Abweichung des Kompasses, die Deviation, bei jeder dieser Positionen vermerkt.
Die Deviationstabelle zeigt ausschließlich die Abweichungen des Kompasses, die durch bordeigene Beeinflussung entstehen. Die metallene Schiffs- oder Luftfahrzeugkonstruktion, elektromagnetische Felder und große Metallblöcke (Motor) sind dabei die häufigsten Ursachen für die Abweichungen. Je näher diese am Kompass sind, desto stärker ist ihr störender Einfluss. Schlechte Kompasse können erhebliche Abweichungen bei der Navigation verursachen. Um schlechte Kompasse zu vermeiden, können diese mit Hilfe kleiner Korrekturmagnete kompensiert werden.

### Luftfahrt
Bei einer Kompensierung kann als Referenz zur Anwendung kommen:
- ein kalibrierter Peilkompass
- eine drehbare antimagnetische Peilscheibe mit Peilmarkierungen
- ein zuvor eingemessener Peilplatz ohne magnetische Störungen mit Bodenmarkierungen
- ein hochgenaues luftfahrzeugeigenes System, z. B. Inertial Navigation System (INS), Attitude Heading Reference System (AHRS)

Größere Fehler (> 10° Abweichung) können mit Hilfe kleiner Korrekturmagnete oder dem Verändern der Einbaulage kompensiert werden.
Der Restfehler wird in der Deviationstabelle zum Zwecke der Kursberechnung dokumentiert.
Begonnen wird eine Kompensierung im Regelfall mit einer der Hauptachsen: Nord/Süd oder West/Ost. Größere Abweichungen werden dann in den Hauptachsen mit Hilfe der kleinen Korrekturmagnete beseitigt, d. h. für die Nord-Süd-Achse und die West-Ost-Achse gibt es eine Einstellmöglichkeit. Stellt man im ersten Durchgang fest, dass eine größere Abweichung über beide Hauptachsen vorherrscht, ist im Regelfall die Einbaulage leicht zu verändern.
Unterliegen die Hauptachsen nun nach der Kompensierung einer Abweichung gegenüber der Referenz von weniger als 10°, werden die weiteren Richtungen in Schritten von 30° kontrolliert.
Aus den aufgenommenen Werten wird schließlich eine Deviationstabelle oder eine Steuertabelle erstellt.
Hinweis: die beiden gezeigten Tabellen stellen die gleiche Situation dar!

#### Deviationstabelle
In der Deviationstabelle wird aufgeführt, um welchen Wert die Anzeige von der tatsächlichen Richtung abweicht, z. B. −1° oder +2°.

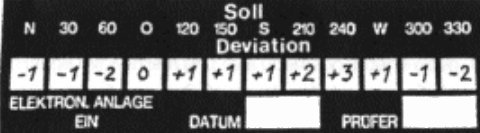
Deviationstabelle

Der Sollwert in der Deviationstabelle entspricht dem gewünschten Kurs, im Regelfall dem mwSK (missweisender Steuerkurs, engl.: magnetic heading (MH)), also dem Kurs nach Berücksichtigung des Windeinflusses und der Deklination, oder dem mwK (missweisender Kurs ohne Windeinfluss, aber mit Deklination, engl.: magnetic course (MC)).
In Verbindung mit der Deviationstabelle errechnet der Pilot den Kompasssteuerkurs, Abk.: KSK, engl.: compass heading (CH) bzw. den Kompasskurs, Abk.: KK, engl.: compass course (CC).
Beispiel an der gezeigten Deviationstabelle:

Gewünschter Kurs: 150°
Deviation laut Tabelle: +1°
Zu steuernder Kurs: 150° − (+1°) = 149° (siehe auch die Entsprechung in der zugehörigen Steuertabelle im Abschnitt Steuertabelle)
Auf älteren Deviationstabellen wurde auch der Begriff Ablenkungstafel verwendet. Dieser Begriff wurde vermutlich aus der Seefahrt übernommen, ist jedoch heutzutage nicht mehr in der Luftfahrt gebräuchlich.

#### Steuertabelle

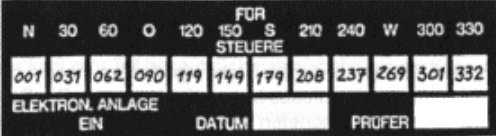
Steuertabelle

In einer Steuertabelle wird die Richtung angegeben, die der Pilot steuern muss, um einem gewünschten Kurs zu folgen. Der Vorteil der Steuertabelle ist, dass der Pilot einen Rechenschritt einspart und dadurch eine Fehlerquelle vermeidet. Der Wert in der Zeile „Steuere“ entspricht dem Kompasssteuerkurs, Abk.: KSK, bzw. dem Kompasskurs, Abk.: KK, je nachdem, ob der Windeinfluss beim gewünschten Kurs berücksichtigt wurde oder nicht.
Eine Überprüfung des Kompasses und gegebenenfalls eine Kompensierung sollte erfolgen:
- nach einem Einbau/Austausch des Kompasses
- bei Verdacht auf fehlerhafte Anzeige
- nach größeren Modifikationen
- nach Blitzschlag
- nach einem Triebwerkswechsel, außer bei anderslautenden Herstelleranforderungen
- nach langen Standzeiten
- regelmäßig, aufgrund entsprechender Vorgaben z. B. durch Hersteller oder Gesetzgeber.

### Seefahrt

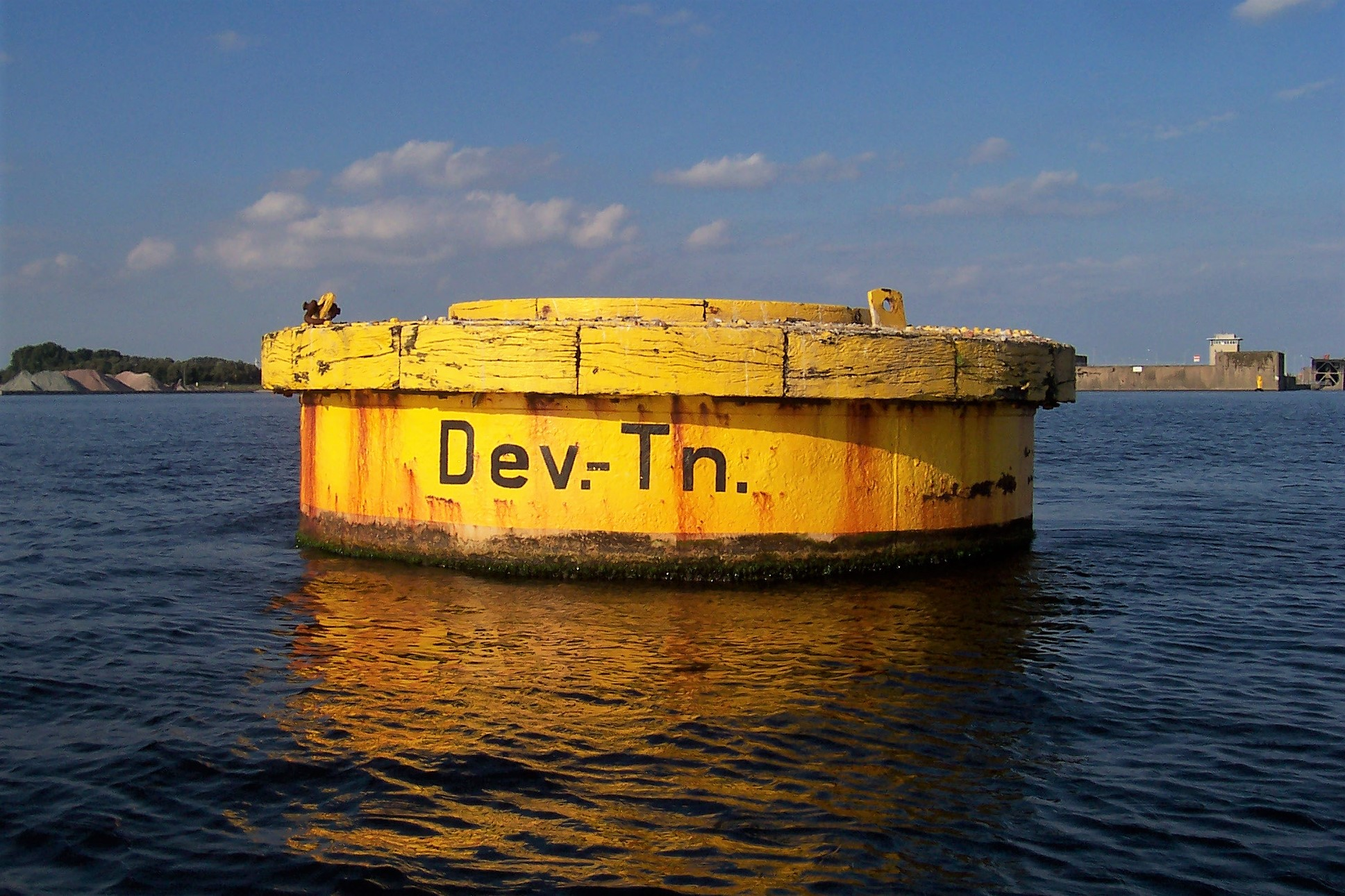
Deviationstonne im Wilhelmshavener Nordhafen

Die Tabelle wird erstellt, indem das Schiff an einer Stelle mit einer bekannten Peilung in Schritten von 10 Grad um 360 Grad gedreht wird und die Abweichung des Kompasses, die Deviation, bei jeder dieser Positionen vermerkt wird.
Dabei muss die Missweisung, d. h. die Abweichung des (zeitlich veränderlichen) magnetischen Nordpols zum geographischen Nordpol herausgerechnet werden. Hierzu sind in vielen Häfen im Boden verankerte Deviationsdalben oder schwimmende Deviationstonnen eingerichtet, von denen aus Peilungen zu festen Landmarken in Seekarten vermerkt werden. Ihr Anstrich ist von oben gesehen je zwei über Kreuz liegende gleiche schwarze und weiße Felder.
Die so entstehende Deviationstabelle wird genutzt, um aus einem vom Kompass abgelesenen Kurs den missweisenden Kurs zu berechnen. Dieser wird danach um die Missweisung berichtigt, wodurch man den rechtweisenden Kurs erhält. Die Summe aus Ablenkung und Missweisung wird Magnetkompassfehlweisung genannt (MgFw).

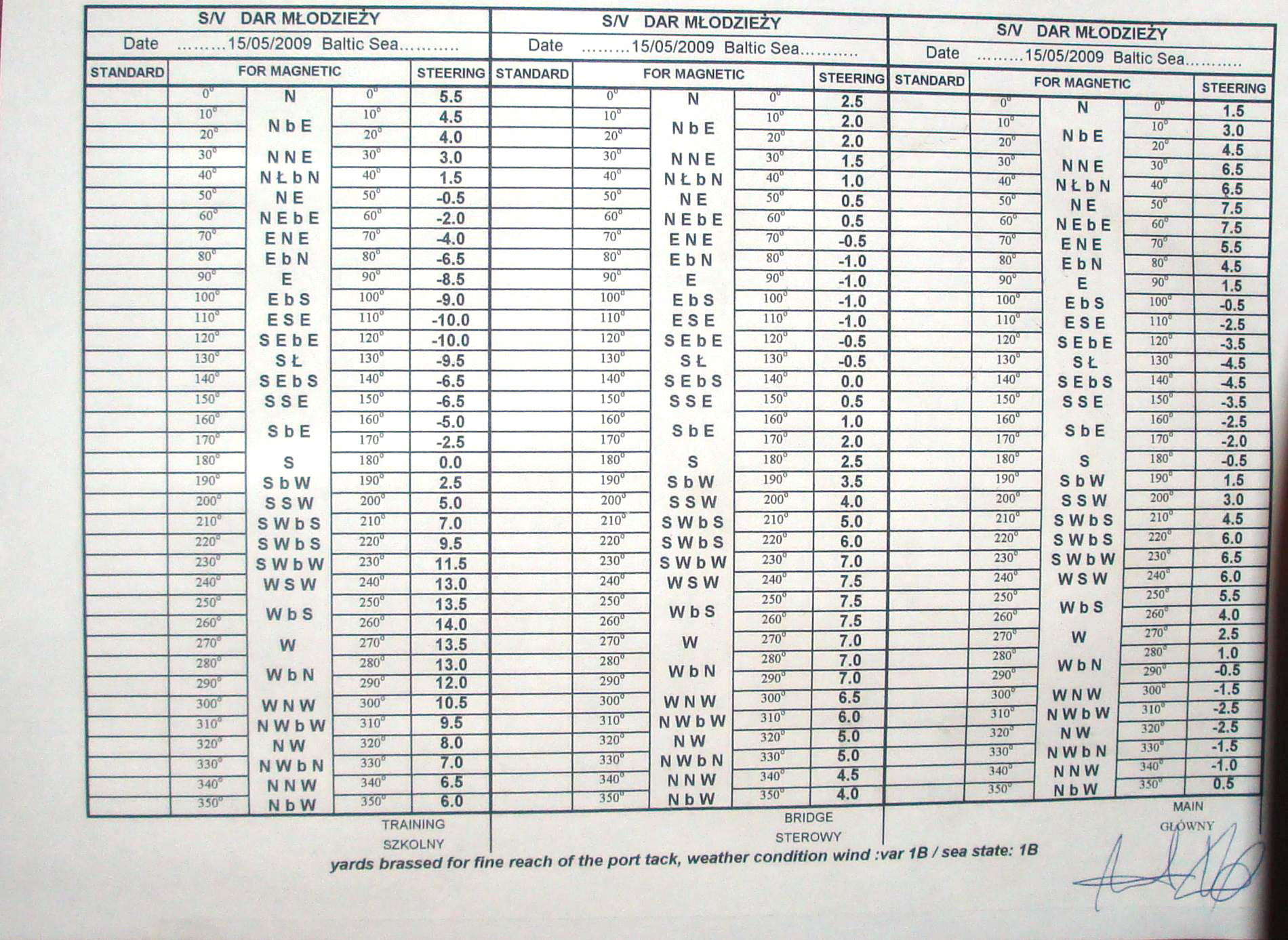
Deviationstabelle eines Schiffes

Schiffskompasse können mittels kleiner, im Gehäuse angebrachter Stabmagnete kompensiert werden.
Um genau steuern bzw. navigieren zu können, ist es wichtig, die (kursabhängige) Deviationstabelle möglichst fein zu unterteilen.
Man unterscheidet:
- Die Ablenkungstafel: Sie wird angewandt, um den Kompasskurs (MgK) auf den missweisenden Kurs (mwK) zu berichtigen.
- Die Steuertafel: Sie dient dazu, aus dem missweisenden Kurs den zu steuernden Magnetkompasskurs zu erzeugen. Diese Rechenschritte sind Teil der Kursumwandlung.